# Sidikalang
Sidikalang – miasto w Indonezji na wyspie Sumatra w prowincji Sumatra Północna; stolica kabupatenu Dairi. 